# Базиљо
Базиљо (итал. Basiglio) је насеље у Италији у округу Милано, региону Ломбардија.
Према процени из 2011. у насељу је живело 7390 становника. Насеље се налази на надморској висини од 100 м.

## Становништво
Према резултатима пописа становништва 2011. у општини је живело 7.567 становника.
| 1931. | 1936. | 1951. | 1961. | 1971. | 1981. | 1991. | 2001. | 2011. |
| ----- | ----- | ----- | ----- | ----- | ----- | ----- | ----- | ----- |
| 628   | 754   | 843   | 743   | 447   | 808   | 6.552 | 8.336 | 7.567 |